# Alford-Loop-Antenne

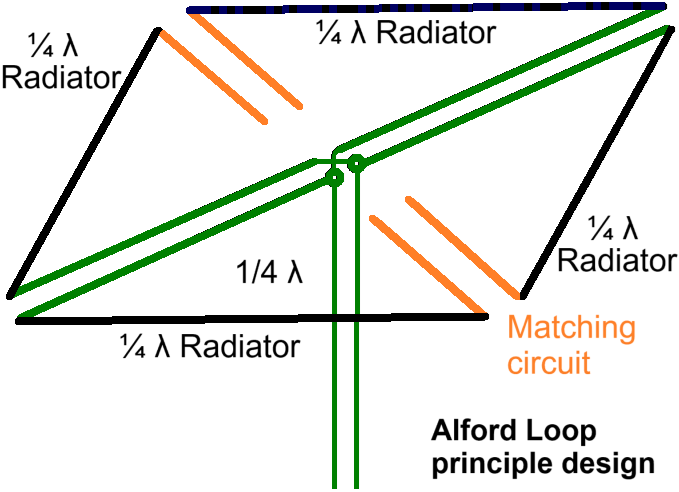
Aufbau, Speisung und Anpassung der Alford-Loop-Antenne

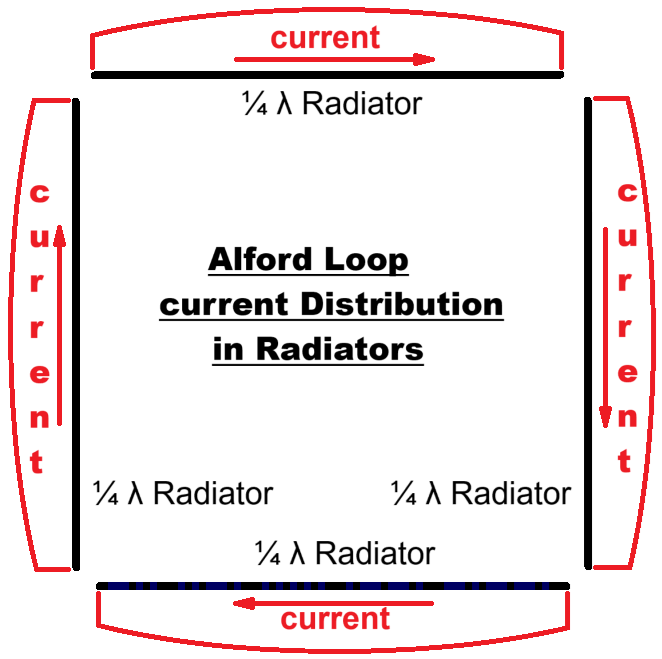
Stromverteilung auf den λ/4-Strahlern einer Alford-Loop-Antenne

Die Alford Loop Antenne ist eine Antenne mit horizontaler Polarisation und omnidirektionaler Strahlungscharakteristik und wurde ursprünglich unter dem Namen englisch Ultra High Frequency Loop Antenna von Andrew Alford und A. G. Kandoian 1940 in Electrical Communication Nr. 4 und in Electrical Engineering Nr. 12 beschrieben. Im Jahr 1942 wurde Andrew Alford das erste Patenterteilt. 1943 folgte ein zweites Patent für eine verbesserte Version dieser Antenne.
Die Bezeichnung der Antenne ist historisch zu verstehen. Nach heutiger Definition der Frequenzbereiche müsste die Antenne als „Very High Frequency Loop Antenna“ bezeichnet werden, da durch die ITU der UHF-Frequenzbereich von 300 MHz bis 3 GHz und der VHF-Bereich von 30 MHz bis 300 MHz definiert wurde.
Die Alford Loop Antenne wurde für die horizontal polarisierten Flugnavigationsfunksysteme Instrumentenlandesystem-Landekurssender (ILS-LLZ) und VHF Omnidirectional Range (VOR) als Sendeantenne für die Bodenkomponente entwickelt. Anders, als das seit 1933 weltweit in Betrieb befindliche Lorenz-Landesystem, welches vertikale Antennen-Polarisation verwendete, sollten das amerikanische System eine horizontale Antennen-Polarisation nutzen.,  Es wurden auch zwei weitere Varianten einer UHF-Loop für den Empfang von ILS-LLZ und VOR-Signalen in Luftfahrzeugen beschrieben. Für die Landekurssender des Instrumentenlandesystems und für die VHF-Drehfunkfeuer war von der International Telecommunication Union (ITU) der Frequenzbereich 108 MHz bis 118 MHz zugewiesen worden.
Die bereits existierenden Loop-Antennen für niedrigere Frequenzbereiche konnten nicht verwendet werden. Es wurden daher drei Typen der Ultra High Frequency Loop Antenna entwickelt, wobei Typ I zur Verwendung als Sendeantennen für die ersten ILS-LLZ- und VOR-Bodenanlagen verwendet wurden, während Typ II und Typ III als kompakte horizontal polarisierte Empfangsantenne für Luftfahrzeuge gedacht war.
Die Alford-Loop-Antenne besteht aus vier einzelnen Strahlern, die jeweils 1/4 Wellenlänge lang sind (λ/4-Strahler). Diese sind im Quadrat angeordnet. Bei späteren Designs wurden die Strahler rund geformt, um durch eine Kreisform eine bessere Annäherung an eine omnidirektionale Strahlungscharakteristik zu erhalten.
Aufgrund des Aufbaus, der Speisung und Anpassung der vier λ/4-Strahler einer Alford-Loop-Antenne, haben gegenüberliegende λ/4-Strahler einen entgegengesetzten, aber gleich großen Strom (engl. current). Die ersten Alford-Loop-Antennen wurden ohne Radom verwendet, jedoch wurden zunehmend Alford-Loop-Antennen in einem Radom untergebracht um Wettereinflüsse zu minimieren, z. B. wenn die Alford-Loop-Antenne auf einer ausreichend großen, doppelseitig kaschierten Leiterplatte besteht.